# Sabine Küchler

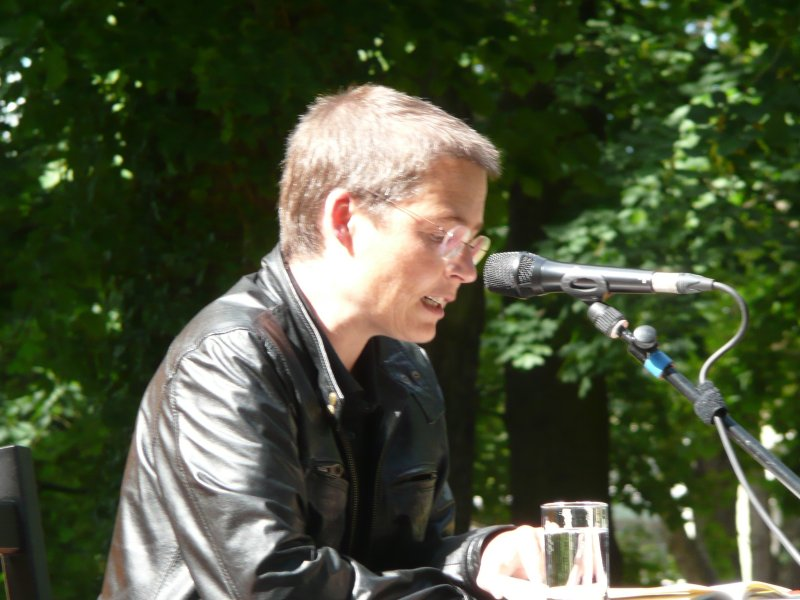
Sabine Küchler 2010

Sabine Küchler (* 15. Mai 1965 in Bremen) ist eine deutsche Schriftstellerin.

## Leben
Küchler studierte Germanistik und Theaterwissenschaft in Berlin. Anschließend zog sie um nach Köln, wo sie bis heute als Redakteurin beim Deutschlandfunk tätig ist. 1991 nahm sie am Ingeborg-Bachmann-Wettbewerb in Klagenfurt teil. Küchler ist Mitglied im PEN-Zentrum Deutschland.
Sie ist Verfasserin von Prosa, Lyrik und Hörspielen. Ebenfalls ist sie als Übersetzerin tätig.
Sie erhielt u. a. folgende Auszeichnungen: 1988 ein Arbeitsstipendium für Berliner Schriftsteller, 1992 ein Stipendium des Künstlerhauses Edenkoben, 1995 den Förderpreis zum Friedrich-Hölderlin-Preis der Stadt Bad Homburg und einen Förderpreis des Landes Nordrhein-Westfalen.
Küchler war bereits mehrfach für das Goethe-Institut auf Reisen (im Argentinischen Nebelwald und in der Türkei). Ihre Erlebnisse hat sie schriftlich verarbeitet (als Blog und als Buch).

## Werke
- Ich erklär es mir so. Bergen 1990.
- In meinem letzten Leben war ich die Callas. Erzählungen. Edition Suhrkamp, Frankfurt am Main 1993. ISBN 978-3518117996
- Unter Wolken. Heidelberg 2005. ISBN 978-3884232408
- Was ich im Wald in Argentinien sah. Ein Album Arche Literatur Verlag, Zürich/Hamburg 2010 ISBN 978-3-7160-2649-6
- Vom schwierigen Vergnügen der Poesie. Gedichte und Eassys (mit 2 CDs). hg. v. Sabine Küchler und Denis Scheck Straelen 1997. ISBN 978-3891070437
- Fun Home. Eine Familie von Gezeichneten von Alison Bechdel (Übersetzung mit Denis Scheck) 2008. ISBN 978-3462039221

## Hörspiele
- Die Glücklichen, Regie: Oliver Sturm, SWR 1999
- Uhrenvergleich, Regie: Oliver Sturm, SWR 2002